# 5337 Aoki
5337 Aoki è un asteroide della fascia principale. Scoperto nel 1991, presenta un'orbita caratterizzata da un semiasse maggiore pari a 3,1974209 au e da un'eccentricità di 0,0975990, inclinata di 6,43072° rispetto all'eclittica.
Dal 10 novembre 1992 al 6 febbraio 1993, quando 5375 Siedentopf ricevette la denominazione ufficiale, è stato l'asteroide denominato con il più alto numero ordinale. Prima della sua denominazione, il primato era di 5224 Abbe.
L'asteroide è dedicato all'astronomo amatoriale giapponese Masahiro Aoki.